# Hemithrinax

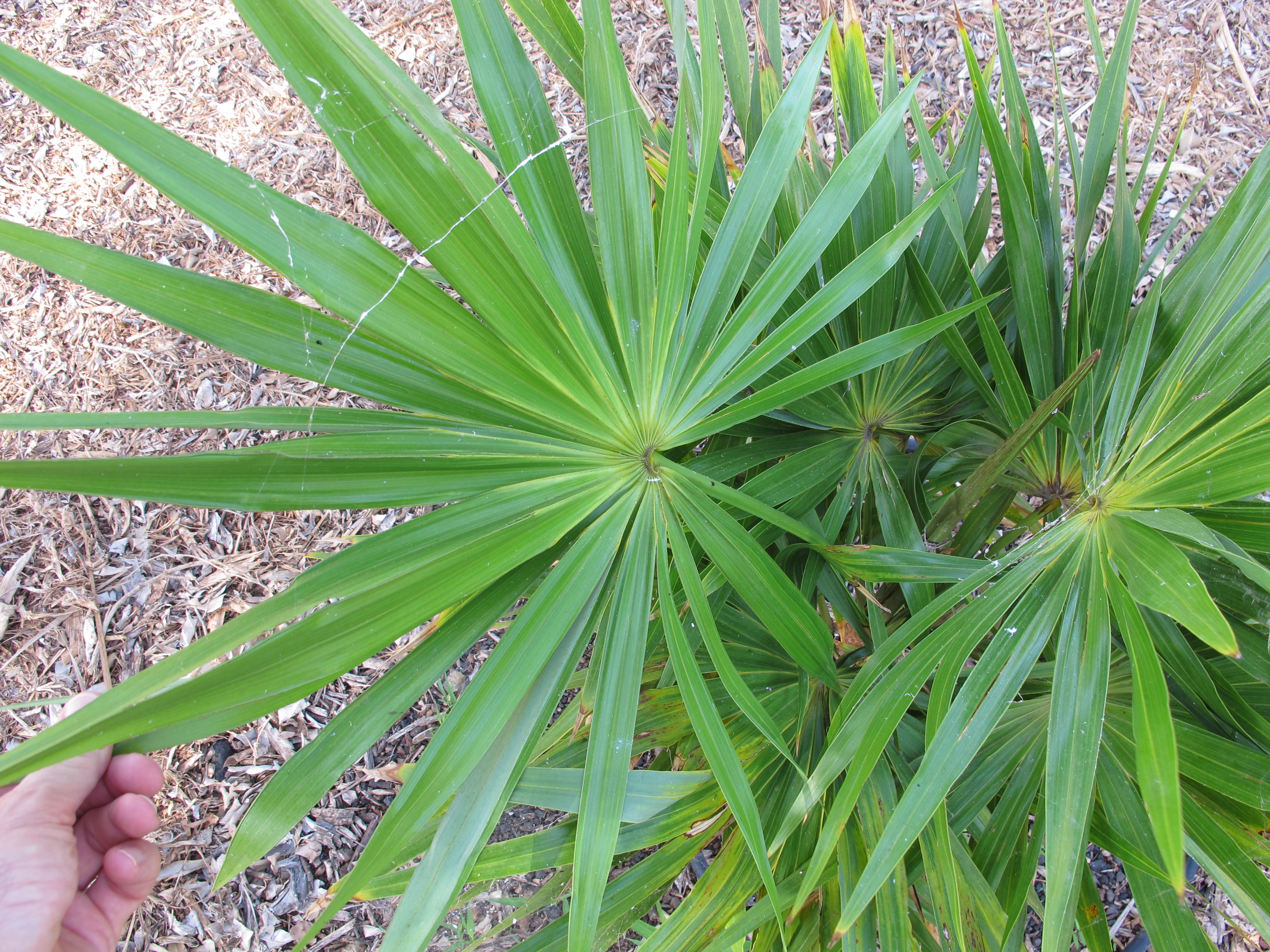
Hemithrinax compacta

Hemithrinax je malý rod palem, zahrnující 3 druhy. Je rozšířen výhradně na Kubě. Jsou to nevysoké solitérní palmy s vějířovitými listy a přímým, někdy velmi krátkým kmenem. Rostou na vápencových výchozech nebo na ultramafitech podél vodních toků. Hemithrinax ekmaniana je kriticky ohrožený druh. Tyto palmy se pěstují jen vzácně.

## Popis
Zástupci rodu Hemithrinax jsou malé až středně vysoké, jednodomé palmy s přímým, někdy velmi krátkým kmenem. Kmen je hladký nebo pokrytý vlákny, někdy schovaný pod vytrvalými odumřelými listy. Na bázi je často věnec vláknitých kořenů. Listy jsou dlanité, induplikátní, často nepravidelné, s vláknitým okrajem. Čepel listů je asi do poloviny až dvou třetin členěná na jednoduše přeložené, kopinaté, na vrcholu dvouklané segmenty. Řapíky jsou krátké až středně dlouhé, s ostrým okrajem. Hastula je na líci listu výrazná, trojúhlá nebo zaokrouhlená.
Květenství je řídké nebo stěsnané, krátké, vyrůstající mezi bázemi listů. Květy jsou přisedlé nebo spočívají na nízkých hrbolcích. Okvětí je miskovité, zakončené 6 trojúhelníkovitými laloky. Tyčinek je 6 až 8 a mají krátké, na bázi do kruhu srostlé nitky. Gyneceum je tvořeno jediným plodolistem a obsahuje jediné vajíčko. Čnělka je krátká.
Plody jsou drobné až středně velké, za zralosti bílé, s vytrvalým okvětím a zbytky čnělky na vrcholu. Mezokarp je tenký a moučnatý, endokarp je papírovitý a velmi tenký. Semena jsou zploštěle kulovitá.

## Rozšíření
Rod Hemithrinax zahrnuje 3 druhy, které jsou všechny endemity Kuby. Druhy H. compacta a H. ekmaniana rostou na vápencových výchozech v nadmořských výškách do 400 metrů, H. rivularis podél nížinných vodních toků na ultramafických podkladech.

## Taxonomie
Rod Hemithrinax je v rámci systému palem řazen do podčeledi Coryphoideae a tribu Cryosophileae. Příbuzenské vztahy k ostatním zástupcům tohoto tribu nejsou dosud dořešeny.

## Ochrana
Hemithrinax ekmaniana je kriticky ohrožený druh. Je známa pouze jediná populace čítající okolo 100 exemplářů. H. rivularis je v Červeném seznamu ohrožených druhů IUCN veden jako zranitelný. Druh H. compacta není v tomto seznamu uveden.

## Význam
Tyto palmy jsou pěstovány jen ojediněle.